# 埃琳娜·朗格迪爾
埃琳娜·朗格迪爾（義大利語：Elena Runggaldier，1990年7月10日—）是義大利前跳台滑雪和北歐混合式滑雪運動員，代表黃色火焰運動團體出賽。

## 生平
朗格迪爾於1990年7月10日出生於義大利北部博尔扎诺-上阿迪杰自治省的博尔扎诺。2004年，她在義大利北歐聯合滑雪錦標賽獲得冠軍，並在義大利跳台滑雪錦標賽的K62跳躍中取得第一名，在普通山嶺跳躍中排名第二。她在這項競賽其他顯著的成績有：2006年和2008年的第一名，2007年、2010年和2011年的第二名，2009年的第三名。
2005年1月16日，她在女子跳台滑雪最高級別的洲際盃上首次亮相，在普拉尼卡獲得第23名。
她曾在奥斯陆2011年FIS北歐世界滑雪錦標賽上獲得銀牌。並在2012–13年FIS跳台滑雪世界杯得到第20名、2013–14年FIS跳台滑雪世界杯得到第27名。也參與了2015–16年、2016–17年的FIS跳台滑雪世界杯。
她代表義大利參加了2014年冬季奥林匹克运动会，於女子個人普通台項目中獲得第29名。她在2018年再次代表義大利參加冬季奥林匹克运动会，於同項目中獲得第33名。

### 私人生活
朗格迪爾曾與義大利北歐式滑雪運動員大衛·霍弗訂婚。她現在嫁給了弗朗索瓦·布勞德。